# Шавловські (герб)
Шавловські (пол. Szawłowski) — шляхетський герб, різновид гербу Наленч.

## Опис герба
Опис згідно з класичними правилами блазонування: У червоному полі срібна покладена в коло пов'язка, що пов'язана внизу, над якою золота зірка.
Клейнод: срібна правиця в латах тримає меч.

## Найбільш ранні згадки
Герб родини, осілої в Лівонії. Герб згадує  геральдик Адам Геймовський у Гербівнику Інфлянтів польських.

## Роди
Шавловські (Szawłowski).